# Kazan
Za letalsko tovarno glej Kazan (tovarna).
Kazan [kazán] (rusko Каза́нь, Kazánj, tatarsko Казан, Qazan) je glavno mesto ruske avtonomne republike Tatarstana. Je eno največjih mest v Rusiji ter pomembno industrijsko, trgovsko in kulturno središče. Leži na sotočju Volge in Kazanke v osrednjem delu evropske Rusije. Leta 2002 je mesto imelo 1,1053 milijona prebivalcev.
Kazan so ustanovili v 10. stoletju in je kmalu postal glavno mesto močnega tatarskega kanata. Leta 1552 je Ivan Grozni mesto priključil Rusiji. Leta 1774 so mesto zelo prizadeli upori obmejnih vojaških skupin in kmetov pod vodstvom donskega kozaka atamana Jemeljana Pugačova. Med vladavino Katarine II. Velike so ga kmalu spet obnovili in od tedaj ostaja pomembno središče tatarske kulture.
Kazan ima lep kremelj. Leta 1804 je bila ustanovljena Kazanska državna univerza, na kateri je študiralo precej znanih osebnosti, med njimi Lev Nikolajevič Tolstoj in Lenin.
Mesto ima tudi sistem podzemne železnice.